# Milen Lahcev
Milen Veselinov Lahcev (n. 1 aprilie 1987, Bulgaria) este un fotbalist bulgar care evoluează în prezent la PFK Montana. De-a lungul carierei a mai evoluat la Vidima-Rakovski, Lokomotiv Sofia și la Concordia Chiajna.